# 許兄弟
許兄弟集團有限公司，簡稱許兄弟集團，以及許兄弟（英語：Koh Brothers Group Limited，SGX：K75），在1966年由许哲铭先生创立。
業務在新加坡、中国、印度尼西亚、马来西亚、越南等經營建筑、建材、房地产、休闲娱乐建筑等行業。總部位於11 Lorong Pendek, Singapore 348639。而股份在1994年8月24日於新加坡交易所主板上市。

## 連結
- KohBrothers.com （页面存档备份，存于）